# گراد ستالاچ
گراد ستالاچ (به صربی: Grad Stalać) یک منطقهٔ مسکونی در صربستان است که در چیچواتس واقع شده‌است. گراد ستالاچ ۸۰۰ نفر جمعیت دارد.